# محصول فخي
المحاصيل الفخية (بالإنجليزية: Trap crop) هي نباتات تجذب الآفات الزراعية، عادة الحشرات، بعيدًا عن المحاصيل القريبة. هذا الشكل من الزراعة المصاحبة يمكن أن ينقذ المحصول الرئيسي من هلاك المحاصيل من الآفات دون استخدام المبيدات الحشرية. في حين أن العديد من المحاصيل الفخية نجحت في تحويل الآفات من المحاصيل البؤرية في التجارب الصغيرة على الحدائق والتجارب الميدانية، فقد ثبت أن جزءًا صغيرًا فقط من هذه النباتات يقلل من تلف الآفات على نطاق تجاري أكبر.